# Рожевий провулок (Київ)
Роже́вий прову́лок — провулок у Подільському районі міста Києва, місцевість Біличе поле. Пролягає від Білицької вулиці (двічі), утворюючи півколо.

## Історія
Провулок виник у середині XX століття під назвою 26-та Нова вулиця. Сучасна назва — з 1944 року.